# João Onofre
João Onofre (Lisboa, 1976) és un artista contemporani portuguès, conegut pels seus treballs a mig camí entre el
registre en vídeo i la performance.
A Catalunya, a l'Espai 13 de la Fundació Joan Miró va presentar una obra titulada Untitled (Original orchestrated 
ersatz light version), una filmació en viu d'una actuació de la cantant portuguesa Adelaide Ferreira i una orquestra simfònica amb arranjaments del compositor original Vasco Pearce de Azevedo. Al vídeo, la cançó Dava tudo, un èxit del 1989, és interpretada amb poca traça pel mateix Onofre fins que la reprèn la cantant original i s'arriba a un final que mostra un escenari buit, com si no hagués passat res. La tornada, que repeteix una vegada i una altra «ho donaria tot per tenir-te aquí», es converteix en una referència tautològica que es pot llegir com un qüestionament de la relació entre original i còpia.

## Obra
Des de la seva graduació al Goldsmiths College el 1999, João Onofre no ha deixat de destacar, fins a esdevenir un dels artistes més interessants de la seva generació. Dedicat principalment a la creació de vídeos amb un fort component performatiu, Onofre utilitza també la fotografia i el text. Els seus vídeos mostren un interès pels efectes que tenen sobre les persones certes situacions físiques extremes, generalment de resistència. Sovint involucra grups d'individus en un joc d'interpretació o retrat col·lectiu, explorant així les complexitats de les dinàmiques de grup. En les seves obres es recullen gestos o situacions que provoquen ansietat i incomoditat i en moltes ocasions s'apropien d'una obra d'art històrica, d'una cançó o d'una escena d'una pel·lícula. La repetició continuada d'un gest, d'un esdeveniment incapaç de desenvolupar-se, unit a una mena de lluita per la superació, domina els personatges de les seves obres
Una altra de les preocupacions que Onofre tracta de reflectir en les seves obres és la incapacitat per controlar el cos. Per Box sized « Die » featuring Vidres a la sang (2007-2010), Onofre va demanar a una banda de death metal de Barcelona que toquessin dins d'una rèplica insonoritzada de l'escultura minimalista de Tony Smith, Die (1962). Va posar a prova la seva resistència davant l'asfíxia, la sensació d'opressió i la claustrofòbia sotmetent-los a condicions extremes d'escassetat d'aire i espai.